# Cher Ndour
Cher Ndour (* 27. července 2004) je italský profesionální fotbalista, který hraje na pozici záložníka za klub ACF Fiorentina.

## Klubová kariéra

### Benfica
Ndou se narodil v Brescii v Lombardii. Fotbal začal hrát v mládežnické akademii ASD San Giacomo, poté se přesunul do mládežnické akademie Brescie, než ve věku 9 let přestoupil do mládežnické akademie Atalanty. Dne 31. července 2020 přestoupil do Benficy. Svůj profesionální debut za ''B'' tým Benficy si odbyl 2. května 2021 v Segunda Lize při výhře 2:0 nad Oliveirense, kdy v 91. minutě nahradil na hřišti Gonçala Ramose. Ve svých 16 letech a 279 dnech se Ndour stal vůbec nejmladším debutantem za Benficu B, čímž překonal rekord Joãa Félixe.
Dne 18. března 2023 Ndour debutoval za Benficu v Primeira Lize, když v poslední minutě při výhře 5:1 nad Vitórií Guimarães nastoupil jako náhradník za Rafu Silvu.

### Paris Saint-Germain
Dne 12. července 2023 podepsal Ndour pětiletou smlouvu s francouzským klubem Paris Saint-Germain do 30. června 2028. Debutoval jako náhradník při venkovní výhře 4:1 nad Lyonem dne 3. září 2023 a stal se devátým Italem, který hrál za tým z Paříže. Dne 7. ledna 2024 vstřelil svůj první gól na PSG při výhře 9:0 nad US Revel v Coupe de France.

#### Hostování v Braze
Dne 29. ledna 2024 byl Ndour zapůjčen do Bragy do konce sezóny.

#### Hostování v Beşiktaşi
Dne 13. srpna 2024, byl Ndour zapůjčen pro sezónu 2024/25 do klubu Beşiktaş hrající Süper Lig.

### Fiorentina
Dne 3. února 2025 koupil italský klub Fiorentina Ndoura za 5 milionů eur. Podepsal smlouvu do června 2029.

## Reprezentační kariéra
Ndour se narodil v Itálii senegalskému otci a italské matce a je mládežnickým reprezentantem Itálie.
V červnu 2023 byl zařazen do italského kádru do 19 let na Mistrovství Evropy ve fotbale hráčů do 19 let 2023 na Maltě, kde Azzurrini nakonec získali svůj druhý kontinentální titul.
Dne 8. září 2023 debutoval za italský tým U21 v kvalifikačním zápase proti Lotyšsku.

## Statistiky

### Klubové
Platí k zápasu hranému 28. února 2025.
| Klub                 | Sezóna            | Liga              | Liga   | Liga | Národní pohár | Národní pohár | Kontinentální | Kontinentální | Celkově | Celkově |
| Klub                 | Sezóna            | Soutěž            | Zápasy | Góly | Zápasy        | Góly          | Zápasy        | Góly          | Zápasy  | Góly    |
| -------------------- | ----------------- | ----------------- | ------ | ---- | ------------- | ------------- | ------------- | ------------- | ------- | ------- |
| Benfica B            | 2020/21           | Segunda Liga      | 1      | 0    | —             | —             | —             | —             | 1       | 0       |
| Benfica B            | 2021/22           | Segunda Liga      | 26     | 1    | —             | —             | —             | —             | 26      | 1       |
| Benfica B            | 2022/23           | Segunda Liga      | 30     | 4    | —             | —             | —             | —             | 30      | 4       |
| Benfica B            | Celkově           | Celkově           | 57     | 5    | —             | —             | —             | —             | 57      | 5       |
| Benfica              | 2022/23           | Primeira Liga     | 1      | 0    | —             | —             | 0             | 0             | 1       | 0       |
| Paris Saint-Germain  | 2023/24           | Ligue 1           | 3      | 0    | 1             | 1             | 0             | 0             | 4       | 1       |
| Braga (hostování)    | 2023/24           | Primeira Liga     | 9      | 1    | —             | —             | 2             | 0             | 11      | 1       |
| Beşiktaş (hostování) | 2024/25           | Süper Lig         | 12     | 1    | 1             | 0             | 9             | 0             | 22      | 1       |
| Fiorentina           | 2024/25           | Serie A           | 3      | 0    | 0             | 0             | 0             | 0             | 3       | 0       |
| Celkově v kariéře    | Celkově v kariéře | Celkově v kariéře | 85     | 7    | 2             | 1             | 11            | 0             | 98      | 8       |

## Úspěchy
Benfica
- Primeira Liga: 2022/23
- Campeonato Nacional de Juniores: 2021/22
- Juniorská liga UEFA: 2021/22
- Interkontinentální pohár hráčů do 20 let: 2022

Paris Saint-Germain
- Ligue 1: 2023/24

Itálie U19
- Mistrovství Evropy ve fotbale hráčů do 19 let: 2023